# Język telefol
Język telefol, także: teleefool, telefolmin, telefomin – język transnowogwinejski używany w prowincji Sandaun i Prowincji Zachodniej w Papui-Nowej Gwinei. Według danych z 1994 roku posługuje się nim 5400 osób.
Dzieli się na dwa główne dialekty: północny (którym posługuje się grupa Telefolmiin) i południowy (używany przez grupę Feramin).
Występuje w nim system liczbowy oparty na liczbie 27.
Został opisany w postaci słownika (1977)  oraz opracowania poświęconego składni (1965). Jest zapisywany alfabetem łacińskim.